# Чорна котяча акула широкорота
Чорна котяча акула широкорота (Apristurus macrostomus) — акула з роду Чорна котяча акула родини Котячі акули. Ще недостатньо вивчена.

## Опис
Загальна довжина досягає 38 см. Проте відома лише за голотипом. Голова помірно розміру. Морда коротка та широка. Очі маленькі, овальні, горизонтальної форми, з мигальною перетинкою. За ними розташовані невеличкі бризкальця. Надочний сенсорний канал переривчастий. Верхні губні борозни подовжені. Рот дуже широкий, зігнутий. Зуби дрібні, з багатьма верхівками: центральна верхівка висока та гостра, бокові маленькі. У неї 5 пар коротких зябрових щілин. Тулуб відносно стрункий, звужується до голови. Має 2 маленькі спинні плавці. Задній спинний плавець більший за передній. Анальний плавець широкий і низький. Хвостовий плавець вузький та довгий.
Забарвлення темно-коричневе.

## Спосіб життя
Тримається на глибинах 900 м й глибше, голотип впіймано на глибині 913 м. Тримається переважно біля дна. Доволі млява, малорухлива. Живиться креветками, крабами, кальмарами, морськими черв'яками, дрібною костистою рибою.
Це яйцекладна акула. Самиця відкладає 1 яйце.
Не є об'єктом промислового вилову.

## Розповсюдження
Мешкає у Південно-Китайському морі, у гирлі річки Чжуцзян (КНР).